# Golden Arms Redemption
Albums de U-God
Ugodz-Illa Presents the Hillside Scramblers
(2004)
Singles
1. Dat's Gangsta
Sortie : 1999
2. Bizarre
Sortie : 1999

Golden Arms Redemption est le premier album studio de U-God, sorti le 5 octobre 1999.
L'album s'est classé 15e au Top R&B/Hip-Hop Albums et 58e au Billboard 200.
La chanson Rumble a été utilisée dans la bande son du jeu vidéo Wu-Tang: Shaolin Style.

## Liste des titres
| No  | Titre                 | Contient un (des) sample(s) de    | Durée |
| --- | --------------------- | --------------------------------- | ----- |
| 1.  | Enter U-God           | I Will Survive de Gloria Gaynor   | 1:48  |
| 2.  | Turbulence            |                                   | 3:09  |
| 3.  | Glide                 |                                   | 6:11  |
| 4.  | Dat's Gangsta         |                                   | 4:23  |
| 5.  | Soul Dazzle           |                                   | 3:53  |
| 6.  | Bizarre               | Far Cry de Marvin Gaye            | 4:30  |
| 7.  | Rumble                |                                   | 4:33  |
| 8.  | Pleasure or Pain      |                                   | 4:26  |
| 9.  | Stay in Your Lane     |                                   | 4:03  |
| 10. | Shell Shock           |                                   | 5:12  |
| 11. | Lay Down              |                                   | 3:46  |
| 12. | Hungry                | Fish Ain't Bitin de Lamont Dozier | 4:56  |
| 13. | Turbo Charge          |                                   | 3:01  |
| 14. | Knockin' at Your Door |                                   | 3:29  |
| 15. | Night the City Cried  | Boogieman de The Crystal Mansion  | 5:28  |